# Галль, Лотар
Лотар Галль (нем. Lothar Gall; 3 декабря 1936, Лётцен, Восточная Пруссия — 20 июня 2024, Висбаден) — немецкий историк. Лауреат Премии Бальцана (1993), Лейбница (1988) и медиа-премии Герберта Квандта (1990). Рыцарь Ордена «За заслуги перед Федеративной Республикой Германия» и Гессенского ордена «За Заслуги».

## Биография
Лотар Галль родился 3 декабря 1936 года в Лётцене, Восточная Пруссия (ныне Польша). В 1944 году вместе с семьёй переехал в Мюнхен. Его отец Франц Галль — генерал-лейтенант Вермахта, погиб 27 декабря 1944 года в Местре Италия.
В Баварии Лотар Галль учился до четвертого класса, затем переехал в Баден-Вюртемберг в школу-интернат в городе Залем, где учился девять лет.
В 1956 году поступил в Мюнхенского университета Людвига-Максимилиана. Здесь он изучал историю, немецкую и романскую филологии. Окончил университет в 1960 году,а затем защитил диссертацию. В диссертации Галль исследует политическую мысль Бенжамена Констана и его влияние на Домартовский период в Германии.
С 1960 до 1962 года в Институте европейской истории Лейбница. С 1962 года в Кельнском университете, где в 1967 году получает степень хабилитованного доктора истории.
В 1968 году Лотар Галль профессор истории Гиссенского университета. С 1972 года профессор Свободного университета Берлина.
С 1975 до 2005 года Лотар Галль был профессором истории Университета Гёте.
Лотар Галль был редактором «Исторического журнала» (нем. «Historische Zeitschrift») с 1975 до 2015 года.
С 1989 года член Баварской академии наук, в 1997—2012 годах член Исторической комиссии Баварской академии наук.
Член Геттингенской академии наук. Лотар Галль является председателем Исторической комиссии Франкфурта.
С 1992 по 1996 год Лотар Галль возглавлял Ассоциации историков Германии.
Лотар Галль автор фундаментальной биографии Бисмарка.

### Смерть
Умер 20 июня 2024 года в возрасте 87 лет.

## Основные труды
- "Benjamin Constant. Seine politische Ideenwelt und der deutsche Vormärz", Steiner, Wiesbaden 1963 ISSN 0537-7919
- "Der Liberalismus als regierende Partei. Das Großherzogtum Baden zwischen und Restauration Reichsgründung" Steiner, 1968 Висбаден
- "Bismarck. Der weiße Revolutionär." Propyläen-Verlag, Frankfurt am Main u. a. 1980, ISBN 3-549-07397-6
- "Europa auf dem Weg in die Moderne. 1850-1890". Oldenbourg, München u. a. 1984, ISBN 3-486-49771-5
- "Bismarck. Lebensbilder." Lübbe, Бергиш-Гладбах 1990, ISBN 3-7857-0569-7.
- "Bürgertum in Deutschland." Siedler, Berlin 1989, ISBN 3-88680-259-0
- "Bismarck. Ein Lebensbild." Lübbe, Бергиш-Гладбах 1991, ISBN 3-7857-0599-9.
- "«Der hiesigen Stadt zu einer wahren Zierde und deren Bürgerschaft nützlich». Städel und sein «Kunst-Institut»." Städelscher Museums-Verein, Frankfurt am Main 1991.
- "Von der ständischen zur bürgerlichen Gesellschaft". Oldenbourg, München 1993, ISBN 3-486-55753-X.
- "Die Germania als Symbol nationaler Identität im 19. und 20. Jahrhundert", in: "Nachrichten der Akademie der Wissenschaften Геттинген," I. Philologisch-Historische Klasse 1993, S. 35-88.
- "Die Deutsche Bank. 1870-1995." Beck, München 1995, ISBN 3-406-38945-7.
  - S. 1-135: "Die Deutsche Bank von ihrer Gründung bis zum Ersten Weltkrieg 1870-1914."
- "1848/49. Die Eisenbahn und die Revolution." Deutsche Bahn AG, Berlin 1999.
- "Otto von Bismarck und Wilhelm II. Repräsentanten eines Epochenwechsels?". Otto-von-Bismarck-Stiftung, Friedrichsruh 1999, ISBN 3-933418-03-8.
- "Krupp. Der Aufstieg eines Industrieimperiums." Siedler, Berlin 2000, ISBN 3-88680-583-2.
- "Der Bankier Hermann Josef Abs. Eine Biographie." Beck, München 2004, ISBN 3-406-52195-9.
- "Otto von Bismarck – Bild und Image". Otto-von-Bismarck-Stiftung, Friedrichsruh 2006, ISBN 3-933418-30-5.
- "Walther Rathenau. Portrait einer Epoche." Beck, München 2009, ISBN 978-3-406-57628-7.
- Wilhelm von Humboldt. Ein Preuße von Welt." Propyläen-Verlag, Berlin 2011, ISBN 978-3-549-07369-8.
- "Franz Adickes. Oberbürgermeister und Universitätsgründer." Societäts-Verlag, Frankfurt am Main 2013, ISBN 978-3-95542-018-5.
- "Das Bismarck-Problem in der Geschichtsschreibung nach 1945". Kiepenheuer & Witsch, Köln u. a. 1971. ISSN 0548-3018
- "FFM 1200. Traditionen und Perspektiven einer Stadt." Thorbecke, Sigmaringen 1994, ISBN 3-7995-1203-9
- "Die Eisenbahn in Deutschland. Von den Anfängen bis zur Gegenwart." Beck, München 1999, ISBN 3-406-45334-1.
- "Krupp im 20. Jahrhundert. Die Geschichte des Unternehmens vom Ersten Weltkrieg bis zur Gründung der Stiftung." Siedler, Berlin 2002, ISBN 978-3-88680-742-0